# Cuatro (strumento musicale)
Il cuatro è un tipico strumento musicale latinoamericano, utilizzato particolarmente in Colombia, Venezuela e Porto Rico. 

## Cuatro venezuelano
È una piccola chitarra accordata solitamente una quinta sopra la chitarra (le prime 4 corde) con la particolarità che la prima è un'ottava sotto. È uno strumento principalmente ritmico con una particolare tecnica che consiste nell'effettuare uno "stoppato" anche nel levare (pennata in su). Eccezionalmente viene usato come strumento solista. 

## Cuatro portoricano

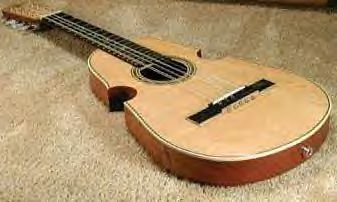
Cuatro portoricano

Il cuatro di Porto Rico è derivato dalla vihuela spagnola e, contraddittoriamente, ha cinque ordini di corde doppie. Questo strumento mantiene il suo nome perché, originariamente, era di quattro ordini. Lo strumento è accordato per quarte, partendo dall'acuto Sol, Re, La, Mi, Si. Le corde doppie sono in ottava per il Mi e il Si mentre le altre sono all'unisono.
Il cuatro è lo strumento nazionale di Porto Rico ed è legato alla cultura "Jibara" o contadina. È uno strumento principalmente solista.